# 전매법
전매법(專賣法)은 송나라의 재정 정책이다.
재정면에서 송은 지금까지와는 다른 새로운 징수기구인 전매제도를 채택하였다. 소금, 차, 술, 향료, 약품 등을 전매의 대상으로 삼았는데, 특히 소금이 그 중심으로 여러 가지 면에서 문제를 일으키게 되었다. 중국의 소금 생산지는 해안선과 일부는 내륙염호(內陸鹽湖), 쓰촨(四川)의 암염(岩鹽)에 한정된다. 광대한 중국에서는 정부가 생산지역을 장악한 뒤 그 가격이나 분배를 자의적으로 결정하여 거대한 이익을 올릴 수 있었다.세부적인 판매구역이나 가격은 정부의 형편에 따라 자주 변경되어서 백성은 대개의 경우 질이 나쁘고 값이 비싼 소금을 사야만 되었다. 그래서 값이 싸고 질 좋은 소금을 몰래 파는 밀매인이 정부가 끊임없이 단속을 강화하면 할수록 확대하여 대항하였다. 소금의 밀매단은 체제에서 밀려난 사람들을 수용함과 동시에, 일단 일이 일어나면 반체제 운동의 중핵으로 변하여, 송 이후의 역대 왕조의 골칫거리가 되었다.